# Schnecke (Heraldik)
Die Wappenfigur Schnecke erscheint in der Heraldik in völlig konträrer Darstellung. Einmal ist es ein Wappentier und kommt in der Regel mit Haus im Wappen vor. Als Wappentier ist die Schnecke oft als redendes Wappen in vielen Familienwappen von Familien mit der Schreibweise Schneck oder Schnegg. Im Wappen von Schneckenhausen ist es auch redend. Das andere Mal ist es ein Heroldsbild und ähnelt einer überschlagenen Welle. Der nach dem Bild benannte Schneckenschnitt wird auch als Wendeltreppenschnitt bezeichnet. Er ist eine vom Schildrand zum Mittelpunkt verlaufende schneckenförmige Linie. Nicht selten wird er in zwei verschiedenen Tinkturen dargestellt. Die Spitze kann mit Blättern besetzt sein. Je nach gerollter Spitze unterscheidet man in linke und rechte Schnecke. Das Bild Walchsee zeigt eine rechte Schnecke. Auch aus diesem Heroldsbild als Grundmotiv leitet sich der Schneckenschnitt, die Schneckenständerung und die Schneckenvierung ab.

## Beispiele

Wappentier Schnecke
Schneckenschnitt im Wappen von Altdorf (Niederbayern)
Natürliche Darstellung: Campione d’Italia
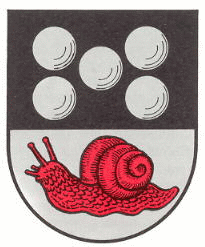
Redendes Wappen: Schneckenhausen
Heroldsbild Schnecke (Welle im Wappen von Walchsee)
Schneckenhaus: Stadt Wil SG